# Delfinio
Un delfinio (en griego antiguo Δελφίνιον) era, en la antigua Grecia, un templo de Apolo Delfinio («Apolo de Delfos») también conocido como Apolo Délfico o Apolo Pítico, el dios principal de Delfos, que era considerado protector de los puertos y los barcos.

## El Delfinio de Mileto

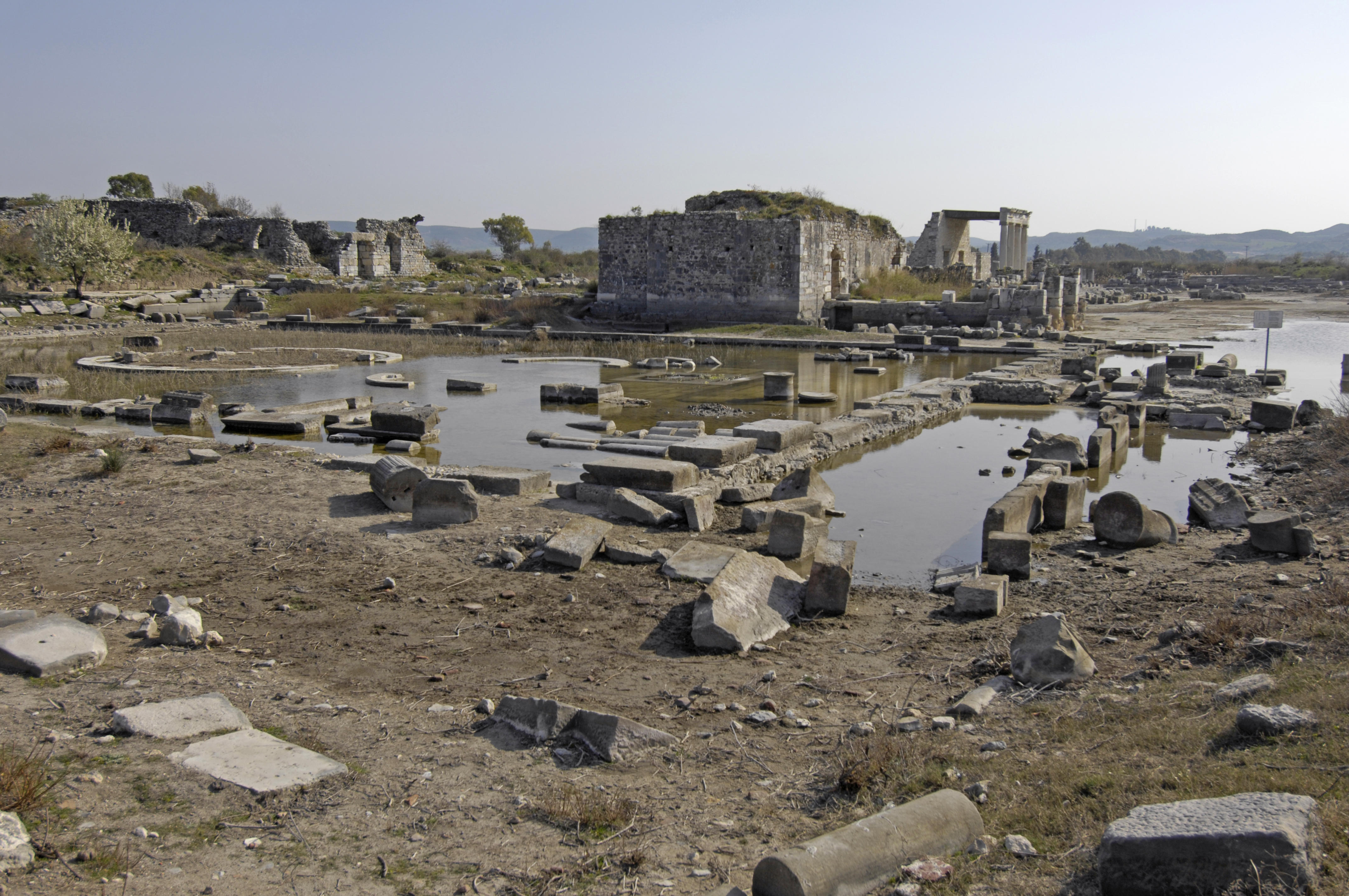
En primer plano, restos del Delfinio de Mileto, con la base circular de un monumento que tenía supuestamente tema naval.

Las ruinas del Delfinio de Mileto siguen en pie en su mayor parte. Los restos del templo en este lugar consisten en un  rectangular y  datan del siglo V a. C. Todavía se conserva un altar rectangular con acroterias de volutas, así como algunos otros altares redondos de mármol. En el delfinio comenzaba una «procesión anual en primavera que iba desde Mileto hasta el templo de Apolo en Dídima».  Las inscripciones encontradas en las paredes del delfinio nos dicen que el sitio también sirvió como archivo de la ciudad.

## El Delfinio de Atenas
El Delfinio de Atenas, cerca de la Acrópolis, contenía un tribunal de justicia que se utilizaba para juzgar casos de homicidio en los que los acusados habían alegado que se trataba de un homicidio justificado.